# Tomás "Tommy" Morales
Tomás Manuel Morales Fernández (Barcelona, 27 de julio de 1932-27 de febrero de 2018), conocido como "Tommy" Morales, fue un cronista deportivo mexicano especializado en béisbol. Es miembro del Salón de la Fama del Béisbol Profesional de México.

## Biografía
Nació en el Consulado de México en Barcelona, España. Cursó sus estudios básicos en escuelas lasallistas de La Habana, Cuba, y la Ciudad de México. Dejó inconclusa la carrera de Derecho para dedicarse a la crónica deportiva.

## Sus inicios
En 1952 debutó como productor del programa "El Juego de Hoy". Dos años después ingresó a la revista "Hit". En 1956 se inició en el diario deportivo "La Afición", bajo la dirección de Alejandro Aguilar Reyes "Fray Nano", donde colaboró por más de cuatro décadas. Actualmente publica en el diario deportivo Esto de la Organización Editorial Mexicana, su columna llamada Tommy al Bat.

## Sus libros
Tomás Morales escribió varios libros, entre ellos, Tommy al Bat, que lleva el nombre de su columna periodística, Los Grandes Juegos, Los Grandes Equipos, La Historia de los Diablos Rojos del México y, el más reciente, Honor a los Grandes, cuya principal idea, según su autor, "es rendir homenaje a nuestros estrellas que dejaron sus nombres en los libros de consulta de nuestras ligas y de las Mayores". Elaboró las revistas sobre las carreras deportivas de los beisbolistas mexicanos Héctor Espino y Ramón "Diablo" Montoya. Fue también director y colaborador de las revistas "Hit", "Super Hit", "Béisbol", "Seif y Roto Hit".

## Comentarista de televisión
Como narrador y comentarista de televisión, transmitió el béisbol de la Liga Mexicana de Verano y diversas Series del Caribe en la televisión pública mexicana, Imevisión, y en los últimos años, incluido el béisbol de MLB, en las señales de televisión restringida de ESPN2 y TVC Deportes. Murió a las 7:00 A.M. del 27 de febrero de 2018 en su casa en la Ciudad de México.

## Salón de la Fama del Béisbol de México
Conocido también como "Mr. Béisbol", decano de la narración de béisbol en México junto a Pedro "Mago" Septién, fue elegido al Salón de la Fama del Béisbol Profesional de México en 1990.